# Konrad Ritsch

Konrad Ritsch

Konrad Johannes Alexander Heinrich Ritsch (* 16. November 1906 in Amalienhof bei Bielawe, Kreis Freystadt, Niederschlesien; vermisst seit Juni 1944) war ein deutscher Politiker (NSDAP).

## Leben und Wirken
Konrad Ritsch wurde als Sohn des Rittergutsbesitzers und Oberamtmanns Johannes Ritsch (1880–1953) und dessen Ehefrau Elisabeth Hampe (* 1884) geboren. Nach dem Besuch der Volksschule und des Realgymnasiums in Neusalz und Lüben, wo er 1925 das Abitur ablegte, absolvierte Ritsch von 1925 bis 1927 eine landwirtschaftliche Lehre auf dem Gut seiner Eltern.
Von 1926 bis 1929 studierte er Rechtswissenschaften an den Universitäten Heidelberg, Rostock (Sommersemester 1926), München (Wintersemester 1926/1927), Breslau und Greifswald. Da er das Studium vorzeitig abbrach, erhielt er keinen Abschluss. 1929 heiratete Ritsch erstmals. Die Ehe wurde jedoch bereits 1931 wieder geschieden. 1933 folgte seine zweite Eheschließung.
Zum 23. Dezember 1927 war Ritsch der NSDAP beigetreten (Mitgliedsnummer 72.368) und war in ihr ehrenamtlich tätig. Später wurde er auch Mitglied der SA, Gauredner und Bezirksleiter der NSDAP in Schlesien. Im Zusammenhang mit seiner Arbeit für die NSDAP wurde Ritsch mehrfach wegen politischer Vergehen vor Gericht gestellt. Ritsch gründete ferner die Nordschlesische Tageszeitung in Glogau, deren Redaktion er als Chef vom Dienst (Schriftleiter) angehörte, und die bis 1933 zur größten Tageszeitung Nordschlesiens wurde.
Bei der Reichstagswahl vom März 1933 wurde Ritsch erstmals in den Reichstag gewählt, dem er zwei Legislaturperioden lang bis zum März 1936 als Vertreter des Wahlkreises 8 (Liegnitz) angehörte. 1933 wurde Ritsch stellvertretendes Mitglied des preußischen Staatsrates.
Später nahm Ritsch am Zweiten Weltkrieg teil. Einer Vermisstenanzeige aus der Zeitung Die Gegenwart von 1947 zufolge ist er seit dem Juni 1944 im Gebiet östlich von Witebsk vermisst.